# Птахотеп
Птахотеп (Ptahhotep - Мир Птахов) је био староегипатски везир у служби Пете династије Старог Египта, који је живео на прелазу 25. и 24. века п. н. е.

## Биографија
Птахотеп је био градски управник и везир (први министар) током владавине фараона Ђекаре Исесија из Пете династије. Приписује му се ауторство Птахотепових изрека, које су најранији пример староегипатске поучне књижевности, која је имала за циљ да научи младе добром владању. Имао је сина по имену Акететеп, такође везира. Сахрањен је у очуваној мастаби у Северној Сакари (Мастаба Д62). Његов унук Птахотеп Џефи, везир фараона Унаса, сахрањен је заједно са оцем (мастаба 64): њихова мастаба позната је по изузетно очуваним сликама. Поред титуле везира, Птахотеп је вршио и друге важне функције: надзорник државне благајне, надзорник писара краљевих докумената, надзорник двоструке житнице и надзорник свих краљевских радова.

## Мастаба
Његова мастаба се налази у Сакари. Улаз је на југоистоку и украшен са два стуба. Следи просторија са још две собе са сваке стране. Средину комплекса заузима двор са десет стубова. Идући даље на север, следи неколико других просторија, од којих једна садржи лажна врата Птахотепа и сто за приносе испред њих. Већина зидова мастабе је украшена рељефима, али су углавном сачувани само доњи делови сцена. Они углавном приказују носиоце понуда. Једини члан породице сачуван у украсу гробнице је син Акотеп. Име жене није сачувано.

## Максиме Птахотепа
Многи научници су дуго веровали да је Птахотеп написао прву књигу у историји. Његова књига је носила наслов Птахотепове максиме. Као везир, писао је о бројним темама у својој књизи које су произашле из централног концепта египатске мудрости и књижевности, а које потичу од богиње Маат. Она је била ћерка исконског, и симболизовала је и космички поредак и друштвени склад. Птахотепово упутство је написано као савет његовом народу у нади да ће одржати овај речени „друштвени поредак“. Он је писао проницљиве савете који су покривали теме од понашања за столом и правилног понашања за успех у судским круговима до згодних савета мужу за очување лепоте своје жене. Птахотеп је такође написао више друштвених инструкција као што су начини да се избегну особе склоне свађи и да се негује самоконтрола.
Птахотепов унук, Птахотеп Џефи, традиционално се сматра заслужним као аутор збирке мудрих изрека познате као Птахотепове максиме, чији уводни редови приписују ауторство везиру Птахотепу: Упутство градоначелника града, везира Птахотепа, под Величанством краља Исесија. Она имају облик савета и упутстава од оца његовом сину и кажу да су били састављена током касног Старог краљевства. Међутим, њихове најстарије сачуване копије су написане на средњем египатском језику и датирају из касног Првог средњег периода Средњег краљевства.. Неки научници тврде да то значи да је књига вероватно настала у Средњем краљевству и да је ауторство измишљено.
Превод Батискомба Гана из 1906. године, објављен као део серије „Мудрост Истока“, направљен је директно са Присовог папируса у Паризу, а не из копија, и још увек се штампа.
Копија рукописа, Присов папирус, је изложена у Лувру.

## Цитати
- Неправде има много, али зло никад не успева на дуге стазе.[30]
- Казни из принципа, поучавај паметно. Заустављање зла води до трајног учвршћења врлине.
- Људска раса никад ништа не постиже. Оно што Бог нареди, бива урађено.
- Они које Бог води, не залутају. Они чији брод Он одузме, не могу прећи реку живота.
- Не проноси гласине у суседству, јер људи поштују ћутљиве.
- Слушање користи слушачу.
- Ако онај који слуша, слуша потпуно, онда онај који слуша постаје онај који разуме.
- Слушање је боље од свега, тако се рађа савршена љубав.
- Бог воли оног који слуша. Он мрзи оне који не слушају.
- Савршена реч је сакривена дубље од драгог камена.
- Жена срећног срца доноси равнотежу.
- Воли своју жену са страшћу.
- Не поуздај се у нагомилавање богатства, јер све што имаш је Божји дар.
- Не криви људе без деце, и не хвали се пред њима како их ти имаш.
- Нека ти срце никад не буде гордо због онога што знаш. Прими савет од незналице као и од мудрог...
- Живи у миру са оним што имаш, а што Бог одлучи да ти да, доћи ће само од себе.
- Ко има велико срце, има дар Божји. Ко слуша свој стомак, слуша непријатеља.